# Ključica
Tvrđava Ključica najveća je i najočuvanija srednjovjekovna utvrda na drniškom području, podignuta na stijeni na obali rijeke Čikole. te je upisana u Registar kulturnih dobara RH kao zaštićeno kulturno dobro pod rednim brojem Z-2062. Izgradila ju je plemićka obitelj Nelipić u 14. stoljeću. Ima oblik nepravilnog četverokuta (duža strana duga je 70, a kraća 20 metara) u kojeg je uklopljena peterokatna okrugla kula na zapadnoj strani. Tijekom srednjeg vijeka, bila je poznata pod nazivom grad Ključ.

## Povijest utvrde
Nalazi se na hrbatu stjenovite padine na desnoj obali kanjona rijeke Čikole, što ju je činilo teško osvojivom, u blizini sela Ključ na Miljevačkom platou, 9 km sjeveroistočno od grada Šibenika. Sagradili su je najkasnije tijekom prve četvrtine 14. stoljeća velikaši Nelipčići iz roda Snačića. Utvrda je bila sjedište kneza Isana II., brata vojvode Nelipca II. i rodonačelnika bočne grane obitelji.
Iz utvrde se kontrolirala mletačka trgovačka ruta iz grada Šibenika prema zaleđu i Bosni. Preko rijeke Čikole, čije je povijesno ime u ovom periodu bilo Poljščica, prelazilo se mostom, što je obitelj Nelipić naplaćivala. Upravo ova naplata nije odgovarala Šibeniku, koji je u sukobu osvojio Ključicu i zapalio je no Nelipići su je potom obnovili. Nakon niza nastavljenih sukoba, obitelj Nelipić dala je pristanak 1343. god. za rušenje utvrde. Planirano rušenje ipak se nije dogodilo, a Nelipići su izgradili i nekoIiko novih manjih utvrda. Godine 1375. Isanov sin, knez Konstantin premjestio je sjedište svoje obitelji iz Ključice u utvrđeni Nečven te je utvrda Ključica prije 1408. godine bila prepuštena glavnoj grani velikaške obitelji.
Vremenom se moć obitelji smanjivala, a muška loza je izumrla sa Ivanišom Nelipićom 1445. godine. Ključica nakon toga nakratko dolazi u vlasništvo Ivanišove kćeri Katarine i zeta Anža Frakopana, a potom u vlasništvo hrvatsko-dalmatinskog i slavonskog bana Matka Talovca. Nakon Matkove smrti, Ključicu nasljeđuje njegov brat Petar. Mlečani su 1450. godine nudili Talovcima 1000 dukata za rušenje utvrde ili 200 dukata za preuzimanje kontrole nad njom, ali ih je Petar odbio. Poslije njegove smrti, nastao je sukob oko njegove baštine koju su nasljedili njegovi malodobni sinovi Ivan i Stjepan. S jedne strane ratovali su kaštelani cetinskih gradova potpomognuti Mletačkom Republikom, a s druge strane bosanski kralj Stjepan Tomaš, herceg Stjepan Vukčić Kosača i Ulrik II. Celjski. Ulrik II. je pobijedio i zauzeo Ključicu, ali je nakon njegove smrti 1456. godine opet izbio sukob koji je završio tri godine kasnije kada je ban te cetinski i kliški knez Pavao Špirančić zaposjeo utvrdu. Utvrdom su nakon što su Talovci izgubili taj posjed izravno upravljale različite obitelji, ovisno o izvorima (obitelj Martinušić ili Ivanac Novaković). Hrvatsko-mletački sukobi oko kontrole Ključice prestaju dolaskom Osmanlija, koji su je kontrolirali od 1546. do 1648. godine, kada su je oslobodile mletačke vojne postrojbe za vrijeme Kandijskog rata. Nakon toga utvrda je napuštena.

## Karakteristike utvrde
Ostaci utvrde nalaze se na povišenju oko 100 m iznad rijeke Čikole. Utvrda je prostorno velika, u obliku trapezoida, dimenzija 93 m x 55 m, a sastoji se od središta na samom hrptu brda na sjeveroistočnoj strani utvrde te velikoga utvrđenog dvorišta. Središnji dio utvrđenja je dugačak i uzak u obliku izdužene koštice badema, dimenzija oko 70 m x 20 m. Poprečnim je bedemom podijeljena na stambeni dio trokutastog tlocrta, palas koji je velika trokatna građevina s trima redovima prozora, s vrhom koji završava okruglom kulom te na manje utvrđeno dvorište. Branič-kula je masivno zidana peterokatna građevina okrugla tlocrta, izvorno visoka 18 m, promjera oko 7 m, s etažnim vijencima i četirima prozorima pri vrhu. Jugoistočno od reprezentativnog kompleksa nalazi se veliko dvorište unutar kojeg se nalazi velika građevina pravokutnog tlocrta, a na suprotnoj strani dvorišta niz manjih zgrada.

## Vanjske poveznice
- Ključica – Hrvatska tehnička enciklopedija
- Ključica Hrvatska tehnička enciklopedija, portal hrvatske tehničke baštine. LZMK

- Utvrda Klučica – npkrka.hr